# ايلان شالجى
ايلان شالجى (بالعبرية: אילן שלגי، من مواليد 13 يوليو 1945) محامي وسياسي إسرائيلي وعضو سابق في الكنيست.

## روابط خارجية
- ايلان شالجى على الموقع الإلكتروني للكنيست